# فرانک هوسته
فرانک هوسته (انگلیسی: Frank Hoste؛ زادهٔ ۲۹ اوت ۱۹۵۵) دوچرخه‌سوار اهل بلژیک است.
از باشگاه‌هایی که در آن بازی کرده‌است می‌توان به تی‌آی-رالی، و فاگور (تیم دوچرخه‌سواری، ۱۹۸۵–۱۹۸۹) اشاره کرد.